# A magyar labdarúgó-válogatott 2009. március 28-i mérkőzése
Előző mérkőzés – Következő mérkőzés
A magyar labdarúgó-válogatott világbajnoki selejtező mérkőzése Albánia ellen, 2009. március 28-án. Eredménye: 0–1 (0–1).

## Előzmények
Kötelező győzelemnek könyvelték el, annak ellenére, hogy a svédek és portugálok se voltak képesek legyőzni Albániát. A magyar válogatott négy mérkőzésen megszerzett hét pontjával jelenleg a második a csoportjában, megelőzve a svédeket és a portugálokat és a következő két mérkőzés, az albánok és a máltaiak ellen megszilárdíthatja ezt a helyezést. Félezer magyar szurkoló kísérte el a csapatot. Eisemann Lászlónak, a magyar válogatott masszőrjének ez volt a 200. válogatott mérkőzése amit az elmúlt húsz évben gyúrt végig. Tóth Balázs játéka kérdésessé vált, Juhász Roland és Bodnár László eltiltása miatt, míg Köteles László harmadik kapus címén hagyta ki a mérkőzést.
| „                                | Mások az albánok otthon és mások idegenben. Nem győzöm elégszer hangoztatni, hogy mindkét csapat számára milyen fontos ez a meccs. Azért azt ne feledje senki, hogy eddig csak mi tudtunk gólt lőni Albánia legjobbjainak! | ” |
| – Erwin Koeman, a mérkőzés előtt | |   |

| Korábbi eredmény  | Korábbi eredmény | Korábbi eredmény | Korábbi eredmény |
| ----------------- | ---------------- | ---------------- | ---------------- |
| 2009. február 11. | Málta            | 0 – 0            | Albánia          |

Tabella a mérkőzés előtt
| #  | Csapat       | J | Gy | D | V | RG | KG | GK  | P |
| -- | ------------ | - | -- | - | - | -- | -- | --- | - |
| 1. | Dánia        | 3 | 2  | 1 | 0 | 6  | 2  | +4  | 7 |
| 2. | Magyarország | 4 | 2  | 1 | 1 | 4  | 2  | +2  | 7 |
| 3. | Albánia      | 5 | 1  | 3 | 1 | 3  | 2  | +1  | 6 |
| 4. | Portugália   | 4 | 1  | 2 | 1 | 6  | 3  | +3  | 5 |
| 5. | Svédország   | 3 | 1  | 2 | 0 | 2  | 1  | +1  | 5 |
| 6. | Málta        | 5 | 0  | 1 | 4 | 0  | 11 | –11 | 1 |

## Az összeállítások
| 2009. március 28. 833. mérkőzés vb-selejtező 2010 | Albánia | 0 – 1   | Magyarország  | Qemal Stafa, Tirana Nézőszám: 19 000 Játékvezető: Bjorn Kuipers (holland) |
| 2009. március 28. 833. mérkőzés vb-selejtező 2010 |         | (0 – 1) | Torghelle 38' | Qemal Stafa, Tirana Nézőszám: 19 000 Játékvezető: Bjorn Kuipers (holland) |

| Csapatszínek | Csapatszínek | Csapatszínek |
| Csapatszínek |              |              |
| Csapatszínek |              |              |
|              |              |              |
| '            |              |              |

| Csapatszínek | Csapatszínek | Csapatszínek |
| Csapatszínek |              |              |
| Csapatszínek |              |              |
|              |              |              |
| '            |              |              |

| ALBÁNIA:             |    |                   |  |     |
|                      |    |                   |  |     |
| KA                   | 12 | Isli Hidi         |  |     |
| HV                   | 4  | Armend Dallku     |  | 75' |
| HV                   | 5  | Lorik Cana        |  | 13' |
| HV                   | 6  | Debatik Curri     |  |     |
| HV                   | 3  | Kristi Vangjeli   |  |     |
| KP                   | 14 | Altin Lala        |  |     |
| KP                   | 10 | Klodian Duro      |  | 67' |
| KP                   | 13 | Ervin Skela       |  |     |
| KP                   | 17 | Gilman Lika       |  | 70' |
| KP                   | 18 | Hamdi Salihi      |  |     |
| CS                   | 11 | Besart Berisha    |  |     |
| Cserék:              |    |                   |  |     |
| CSE                  | 1  | Samir Ujkani      |  |     |
| CSE                  | 15 | Endrit Vrapi      |  |     |
| CSE                  | 2  | Elvin Beqiri      |  |     |
| CSE                  | 8  | Ervin Bulku       |  |     |
| CSE                  | 7  | Dorian Bylykbashi |  |     |
| CSE                  | 16 | Elis Bakaj        |  | 70' |
| CSE                  | 9  | Migen Memelli     |  |     |
| Szövetségi kapitány: |    |                   |  |     |
| Arie Haan            |    |                   |  |     |

| MAGYARORSZÁG:        |    |                  |  |         |
|                      |    |                  |  |         |
| KA                   | 1  | Babos Gábor      |  | 89'     |
| HV                   | 5  | Szélesi Zoltán   |  |         |
| HV                   | 2  | Vaskó Tamás      |  |         |
| HV                   | 3  | Vanczák Vilmos   |  | 37'     |
| HV                   | 4  | Bodor Boldizsár  |  |         |
| KP                   | 8  | Dárdai Pál       |  | 69'     |
| KP                   | 10 | Hajnal Tamás     |  | 79'     |
| KP                   | 6  | Halmosi Péter    |  | 79' 92' |
| KP                   | 11 | Huszti Szabolcs  |  |         |
| KP                   | 7  | Rudolf Gergely   |  |         |
| CS                   | 9  | Torghelle Sándor |  | 38' 86' |
| Cserék:              |    |                  |  |         |
| CSE                  | 12 | Fülöp Márton     |  |         |
| CSE                  | 13 | Dzsudzsák Balázs |  |         |
| CSE                  | 14 | Gera Zoltán      |  | 92'     |
| CSE                  | 15 | Tóth Balázs      |  |         |
| CSE                  | 16 | Priskin Tamás    |  | 86'     |
| CSE                  | 17 | Vadócz Krisztián |  | 79'     |
| CSE                  | 18 | Gyepes Gábor     |  |         |
| Szövetségi kapitány: |    |                  |  |         |
| Erwin Koeman         |    |                  |  |         |

|  |

## A mérkőzés
A magyar válogatott győzni ment az albán fővárosba. Telt ház azaz 19 ezren voltak kíváncsiak a mérkőzésre. Budapesten 2-0 ra diadalmaskodó magyar csapat sokkal keményebb mérkőzésre számíthatott. Így is lett. Kiegyenlített küzdelem bontakozott ki, főleg a középpályán. Torghelle Sándor 36. percben szerzett vezetést. Huszti beadását Armend Dallku ügyetlenül fejelt, amit Torghelle levett és a kapuba lőtt. Második félidő legelején Torghelle duplázhatott volna, de hatalmas helyzetben a kapu mellé lőtt. Babos Gábor jelenléte is sokat számított, hogy az előnyt megőrizte a magyar csapat a mérkőzés végéig.
| „                               | Gratulálok csapatomnak, büszke vagyok játékosaimra, mert hatalmas csatában, nagy párharcokat megnyerve tudtunk győzni, ami Albánia ellen eddig csak nekünk sikerült. Biztos vagyok abban, hogy olyan csapatot vertünk meg, amely a csoportban hátralévő meccseken még meglepő pontokat fog szerezni. Még mindig nem számolgatunk, realista vagyok, készülünk a következő, szerdai, Málta elleni meccsre. Játékosaimmal hétfőn délben találkozunk az edzőtáborban, akkor derül ki, hogy a sérültek milyen állapotban vannak. Az biztos, hogy Babos Gábor és Dárdai Pál két sárga lapja miatt nem játszhat a máltaiak ellen. | ” |
| – Erwin Koeman, a mérkőzés után | |   |

| További eredmények | További eredmények | További eredmények | További eredmények |
| ------------------ | ------------------ | ------------------ | ------------------ |
| 2009. március 28.  | Málta              | 0 – 3              | Dánia              |
| 2009. március 28.  | Portugália         | 0 – 0              | Svédország         |

Tabella a mérkőzés után
| #  | Csapat       | J | Gy | D | V | RG | KG | GK  | P  |
| -- | ------------ | - | -- | - | - | -- | -- | --- | -- |
| 1. | Dánia        | 4 | 3  | 1 | 0 | 9  | 2  | +7  | 10 |
| 2. | Magyarország | 5 | 3  | 1 | 1 | 5  | 2  | +3  | 10 |
| 3. | Portugália   | 5 | 1  | 3 | 1 | 6  | 3  | +3  | 6  |
| 4. | Svédország   | 4 | 1  | 3 | 0 | 2  | 1  | +1  | 6  |
| 5. | Albánia      | 6 | 1  | 3 | 2 | 3  | 3  | 0   | 6  |
| 6. | Málta        | 6 | 0  | 1 | 5 | 0  | 14 | –14 | 1  |

## Örökmérleg a mérkőzés után
| Magyarország | :         | Albánia |
| ------------ | --------- | ------- |
| 4            | Győzelem  | 0       |
| 1            | Döntetlen | 1       |
| 18           | Gólok     | 0       |
| 13/15        | Pontok    | 1/15    |
| 87           | %         | 7       |

Előző mérkőzés – Következő mérkőzés

## Lásd még
- Magyar labdarúgó-válogatott